# Иван Гюрлуков
Иван Попталев Гюрлуков е български революционер, войвода на Вътрешната македонска революционна организация.

## Биография
Иван Гюрлуков е роден през 1899 година в прилепското село Кривогащани, тогава в Османската империя. Син е на брата на видния войвода на ВМОРО Милан Гюрлуков поп Тале Гюрлуков. Завършва пети клас и влиза във ВМРО и оглавява чета на организацията в Прилепско. Извършва атентати във Витолище, по железопътната линия при село Сълп, както и във Велешко и Прилепско. На 10 септември 1920 година необезпокояван влиза с четата си в град Прилеп. Загива на 7 октомври 1920 година в сражение със сръбска потеря край родното си село или в Обършани в 1921 година.